# Ahmedalilar
Ahmedalilar est un village de la région de Fizouli en Azerbaïdjan.

## Économie
La principale occupation de la population du village est l'agriculture, céréaliculture et l'élevage.